# Ультрароялисты
Ультрарояли́сты (фр. ultraroyalistes), также ультра́ (фр. ultras) — политическая группировка во Франции в период реставрации Бурбонов (1814—1830), представлявшая собой крайнее правое (реакционное) крыло монархистов.

## Исторический контекст
Вскоре после первого отречения Наполеона французский сенат провозгласил восстановление монархии Бурбонов в лице Людовика XVIII. Новый король под давлением союзников даровал французскому народу Хартию, устанавливавшую в стране конституционную монархию. Законодательная ветвь власти включала две палаты: назначаемую королём палату пэров и избираемую палату депутатов; пассивное избирательное право предоставлялось гражданам, достигшим 40 лет и уплачивающим не менее 1000 франков прямых налогов, а активное — достигшим 30 лет и уплачивающим не менее 300 франков. Таким образом, число цензовых избирателей увеличилось по сравнению с империей незначительно — с 70 тыс. до 100 тыс. человек при общей численности населения Франции (в границах по Парижскому миру) в 28—29 млн человек. Декларировались равенство всех перед законом, основные демократические свободы, запрет «розысков по поводу мнений и голосований, относящихся ко времени до восстановления династии». Новые власти были вынуждены сохранить почти все основные установления революции и империи: отмену феодальных повинностей, новое административно-территориальное деление страны, Кодекс Наполеона, конкордат с папой римским, орден Почётного легиона, дворянство Империи; распроданные национальные имущества оставались в руках их новых владельцев.
Хотя положения Хартии соблюдались далеко не полностью, многие представители старой аристократии, особенно вернувшиеся после двух десятилетий эмиграции, были недовольны таким развитием событий. После попытки Наполеона вернуть власть в 1815 году во Франции разгорелся «белый террор», в ходе которого были казнены, убиты без суда или принуждены бежать за границу многие военные и чиновники прежнего режима, особенно поддержавшие возвращение императора. Тем не менее Людовик XVIII, вторично вернувшийся в Париж, как тогда говорили, в обозе союзных армий, был настроен миролюбиво и желал лишь спокойно править до конца жизни. Оппозицию королю справа возглавил его младший брат и наследник (Людовик XVIII был бездетен) граф д’Артуа.
Благодаря имущественному цензу и манипуляциям с избирательным законодательством ультрароялисты полностью доминировали или составляли влиятельное меньшинство в палате депутатов, а их лидеры Виллель и Полиньяк были премьер-министрами (1821—1828 и 1829—1830 соответственно). Основу электората ультрароялистов составляли сельские дворяне, крупные землевладельцы и их арендаторы. После Июльской революции потеряли всякое политическое значение.

## Взгляды

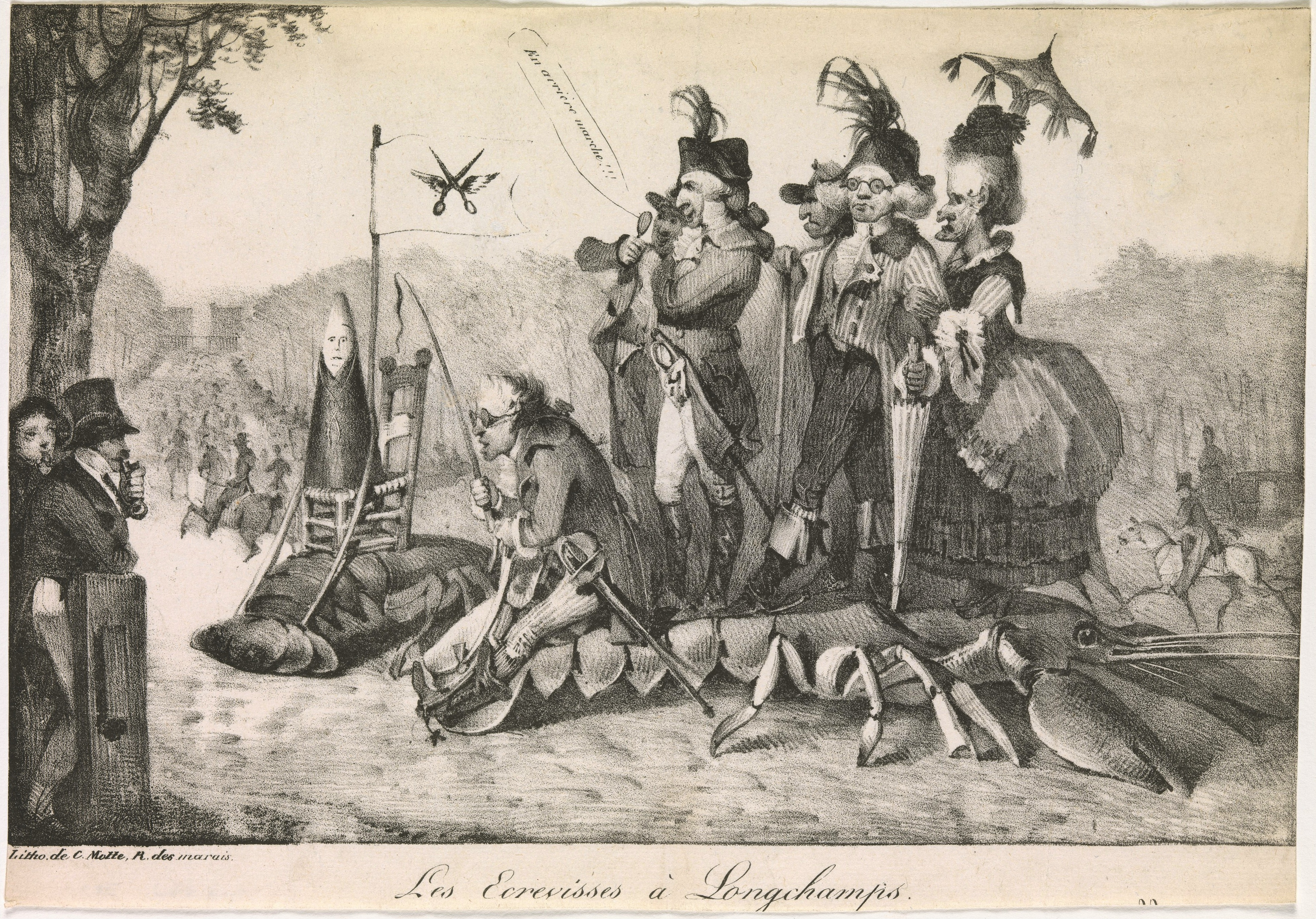
Карикатура Эжена Делакруа на цензуру и ультрароялистскую прессу (1822)

После реставрации Бурбонов представители высшей аристократии из окружения короля «вели себя так, как если бы никакой революции и никакого Наполеона никогда не существовало» и стремились к возврату утраченных позиций первого и второго сословий, усилению королевской власти и влияния католической церкви. Ультрароялисты критиковали Хартию как значительно более либеральную, чем «узурпаторская» Конституция XII года. Наиболее радикальные из них требовали возврата конфискованных во время революции и распроданных с публичных торгов земель, что вызывало сильное беспокойство у французского крестьянства.
Духовенство в целом поддерживало вернувшихся дворян-эмигрантов. К ультрароялистам по взглядам примыкало тайное общество защиты религии, получившее название Конгрегация, политическая роль которого была в 1826 году официально признана с парламентской трибуны министром по делам церкви аббатом Фрейсину. Его членами были граф д’Артуа и канцлер Дамбре.
Своими недальновидными действиями ультрароялисты в значительной степени спровоцировали как попытку возврата к власти Наполеона, которому в 1815 году удалось получить широкую народную поддержку, так и окончательное свержение династии Бурбонов в 1830 году.

## Представительство в палате депутатов
| Год проведения выборов | Мест в палате депутатов | Процент мест |
| ---------------------- | ----------------------- | ------------ |
| 1815                   | 350 из 400              | 88%…         |
| 1816                   | 92 из 258               | 36% ▼        |
| 1820                   | 160 из 434              | 37% ▲        |
| 1824                   | 413 из 430              | 96% ▲        |
| 1827                   | 180 из 430              | 42% ▼        |
| 1830                   | 104 из 378              | 28% ▼        |

## Известные представители
- Шарль, граф д’Артуа (будущий король Карл X)
- д’Арно, Эжен Франсуа[9]
- Бональд, Луи Габриэль Амбруаз[9]
- Виллель, Жан-Батист[9]
- Воблан, Венсан Мари Вьено[10]
- Кастельбажак, Мари-Бартелеми де[фр.][10]
- Корбьер, Жак-Жозеф[фр.][9]
- Лабурдонне, Франсуа Режи[9]
- Ларошфуко, Состен де[фр.][11]
- Местр, Жозеф де[12]
- Полиньяк, Жюль Огюст Арман Мари[13]
- Сириес де Мейринак, Жан Жак Феликс[фр.][10]
- Эдуард, герцог Фитцджеймс[14]
- Форбен дез Иссар, Жозеф[фр.][10]
- Шатобриан, Франсуа Рене де[9]

## Газеты ультрароялистов[9]
- «Drapeau Blanc»
- «La Quotidienne»[фр.]
- «Moniteur»
- «Journal de Paris»
- «Gazette de France»
- «Le Conservateur»[фр.]
- «Memorial religieux»
- «Journal des débats» (до разрыва между Шатобрианом и Виллелем)